# Sailor V
Sailor V (jap. コードネームはセーラーV, Kōdonēmu wa Sērā Bui) ist ein japanischer Manga von Naoko Takeuchi. Der Manga bildet das Prequel zur international erfolgreichen Anime- und Manga-Serie Sailor Moon.

## Handlung
Die Geschichte von Sailor V handelt vom 13-jährigen Schulmädchen Minako Aino. Sie ist offen und träumt davon, eines Tages die wahre Liebe zu finden. Aber ihr normales Leben verändert sich, als sie den weißen Kater Artemis trifft, der ihr sagt, dass sie sich in eine schöne, starke Kriegerin verwandeln kann. Sie muss von nun an gegen das Böse kämpfen, im Namen und Schutz des Planeten Venus.
Um Minako mit ihrer neuen Mission zu helfen, überreicht ihr Artemis zwei wichtige Gegenstände:
- Eine Art Puderdose mit der Form eines Halbmondes, der das wahre Ich einer Person zeigt.
- Den Verwandlungsfüller, mit dem sie sich in die Kriegerin Sailor V verwandeln kann.

Sailor V beginnt von nun an, gegen eine böse Gruppe namens Dunklen Agentur (in der Neuauflage: Dark Agency) zu kämpfen und hilft auch gelegentlich der Polizei.
Am Ende des Mangas findet Sailor V ihre wahre Identität als Sailor Venus heraus und beschließt, die anderen Sailor-Krieger sowie die Mondprinzessin zu finden. Somit bildet Codename: Sailor V die Vorgeschichte zu Sailor Moon, in der sie später als Sailor Venus auftritt und als fünfte Sailor Kriegerin die Kriegerinnen des Inneren-Sonnensystems komplettiert.

## Vergleich zu Sailor Moon
Ursprünglich war geplant, Codename: Sailor V als Anime-Serie umzusetzen. Es wurde jedoch beschlossen, eine neue Serie, mit neuen Darstellern und ähnlicher Geschichte zu produzieren. Die Hauptperson, Usagi Tsukino, aus Sailor Moon basiert deshalb auf Minako Aino und teilt auch viele Eigenschaften mit ihr, wie Tollpatschigkeit oder schlechte Noten. Minako ist aber wesentlich sportlicher und nicht so faul wie Usagi.

## Charaktere

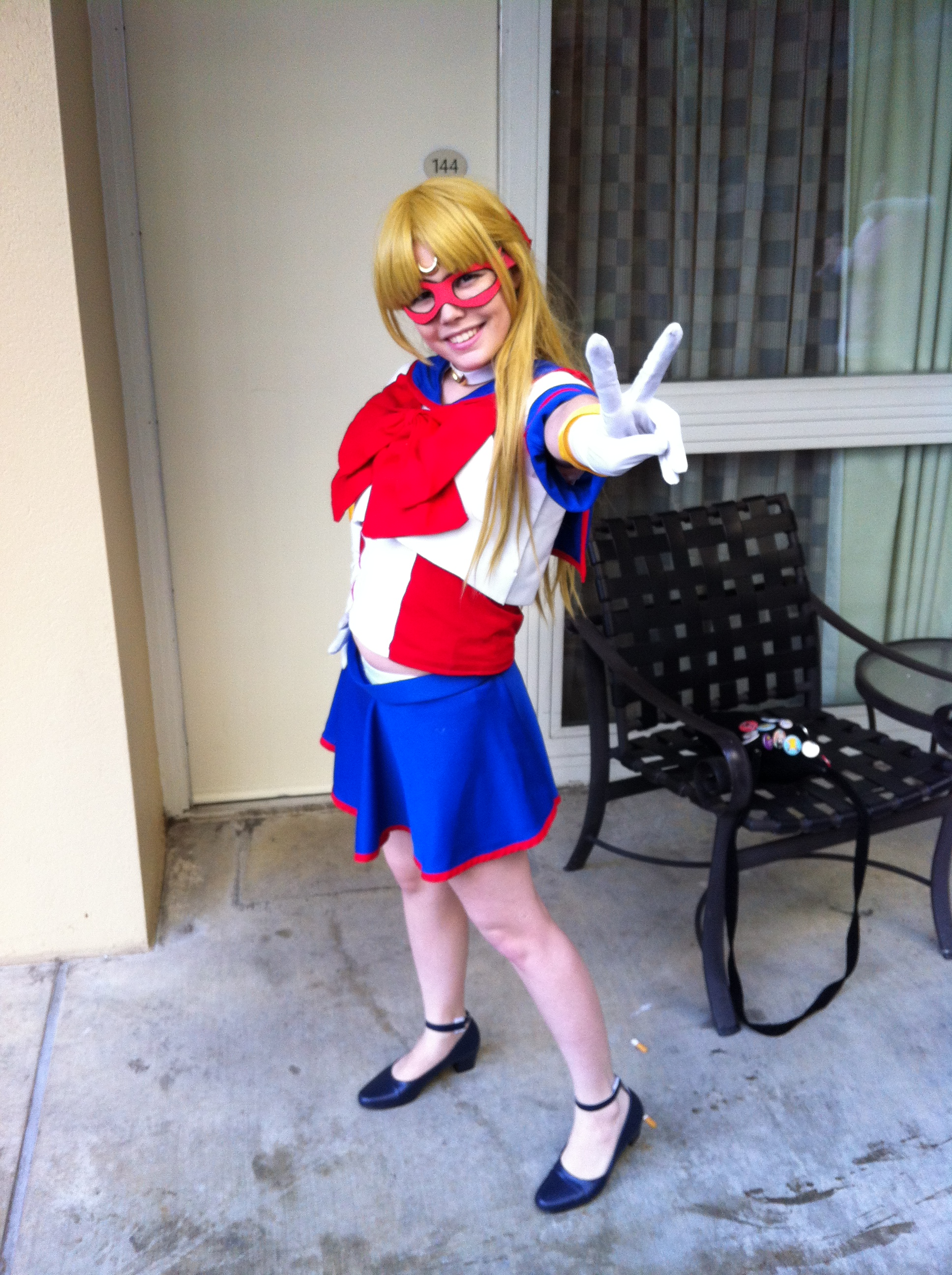
Cosplayerin verkleidet als Sailor V

Minako Aino (愛野 美奈子, Aino Minako): Die Protagonistin des Manga, die sich in Sailor V verwandelt.
Artemis (アルテミス, Arutemisu): Ein weißer Kater und der Partner von Sailor V. Artemis taucht auch in Sailor Moon auf, hat dort aber weniger die Aufgabe des Partners.
Boss (ボス, Bosu): Eine Kreatur, die unbekannt bleibt und nie gesehen wird. Sie kommuniziert mit Artemis und Minako durch deren Verwandlungsfüller und gibt ihnen Anweisungen.
Hikaru Sorano (空野 ひかる, Sorano Hikaru): Sie ist seit der Grundschule die beste Freundin von Minako.
Motoki Furuhata (古幡 元基, Furuhata Motoki): Er arbeitet in einer Spielhalle. Minako schwärmt für ihn. Er tritt in derselben Rolle auch in Sailor Moon auf.
Minakos Mutter: Eine Hausfrau und die Mutter von Minako, deren wahrer Name unbekannt ist.
Gurikazu Amano (天野 ぐりかず, Amano Gurikazu): Ein seltsamer Junge aus Minakos Schule.
Natsuna Sakurada (桜田 夏菜, Sakurada Natsuna): Die Chefin der Polizei und ein großer Fan von Sailor V. Ihre Schwester, Haruna, tritt in Sailor Moon auf.
Saitou San (斎藤さん, Saitō-san): Der Führer einer Gang. Er gilt als mutigste Person in Tokio.
Okamoto-sensei (岡本せんせい): Eine Lehrerin auf der Shiba Junior High School.
Narcissus (ナルキッソス, Narukissosu): Narcissus ist ein Mitglied der Dunklen Agentur und versucht Schüler der Shiba Junior High School durch eine Gehirnwäsche zu seinen Sklaven zu machen.
Fluorite (フローライト, Furōraito): Fluorite leitet einen wichtigen Bereich der Dunklen Agentur. Viele Mitarbeiter stehen unter ihrem Kommando.
Phantom Ace (怪盗A, Kaitō Ēsu): Sein echter Name ist Saijou Ace (最上A, Saijō Ēsu). Er hilft Sailor V öfters.

## Veröffentlichung
Sailor V wurde 1991 von Naoko Takeuchi entwickelt. Die Überarbeitung lief von 1993 bis 1997 im Magazin RunRun. Es wurden drei Bände veröffentlicht. Im Rahmen der Ausstrahlung der Sailor-Moon-TV-Realserie wurde auch die Sailor-V-Manga-Serie in Japan im Oktober und November 2004 erneut veröffentlicht, diesmal in zwei Sammelbänden.
2011 wurde Codename: Sailor V gemeinsam mit dem Sailor-Moon-Manga auf Englisch eine Neuauflage veröffentlicht. In deutscher Sprache wurde der Manga 2000 von Egmont unter dem Imprint FeestComics unter dem Titel Sailor V veröffentlicht, ab 2012 erneut unter Egmont Manga & Anime als Codename Sailor V.